# Rjurik

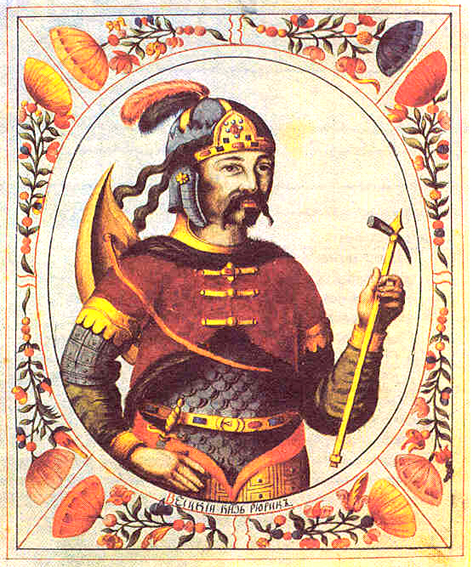
Eine Darstellung Rjuriks im russischen Titularbuch der Zaren von 1672

Rjurik (deutsch auch Rurik; in kyrillischer Schrift Рюрик; kirchenslawisch Рюрикъ; altnordisch Hrœrikr ‚berühmter Herrscher‘; * um 830; † um 879) war ein warägischer Fürst der Rus, der gemäß Nestorchronik von slawischen und finno-ugrischen Stämmen der Gegend um Nowgorod zum Herrscher berufen wurde. Den Hintergrund bildete der Zwist zwischen den einzelnen Stämmen, die sich letztlich auf einen neutralen Fürsten und Richter von der anderen Seite des Meeres einigten.

## Leben
Rjurik begann gemäß der Chronik ab 862 in Nowgorod zu herrschen, seine beiden Brüder Sineus und Truwor, die allerdings bald starben, in Isborsk und Beloosero. In der russischen Geschichtswissenschaft gilt das Jahr 862 deshalb als der Beginn der russischen Staatlichkeit und der Dynastie der Rurikiden. Die Herrschaft Rjuriks soll bis 879 gedauert haben. Das Gebiet, auf das sich seine Macht erstreckte, umfasste auch Städte wie Rostow, Susdal, Polozk und andere. Als sein Nachfolger gilt Oleg der Weise, der die Herrschaft als Regent für Rjuriks Sohn Igor innegehabt haben soll. In seinem Bestreben, den gesamten Weg von den Warägern zu den Griechen zu kontrollieren, eroberte Oleg im Jahr 882 Kiew und die umliegenden Gebiete, womit das historische Kapitel der Kiewer Rus begann. Die Nachfahren Rjuriks herrschten bis ins späte 16. Jahrhundert über Russland.

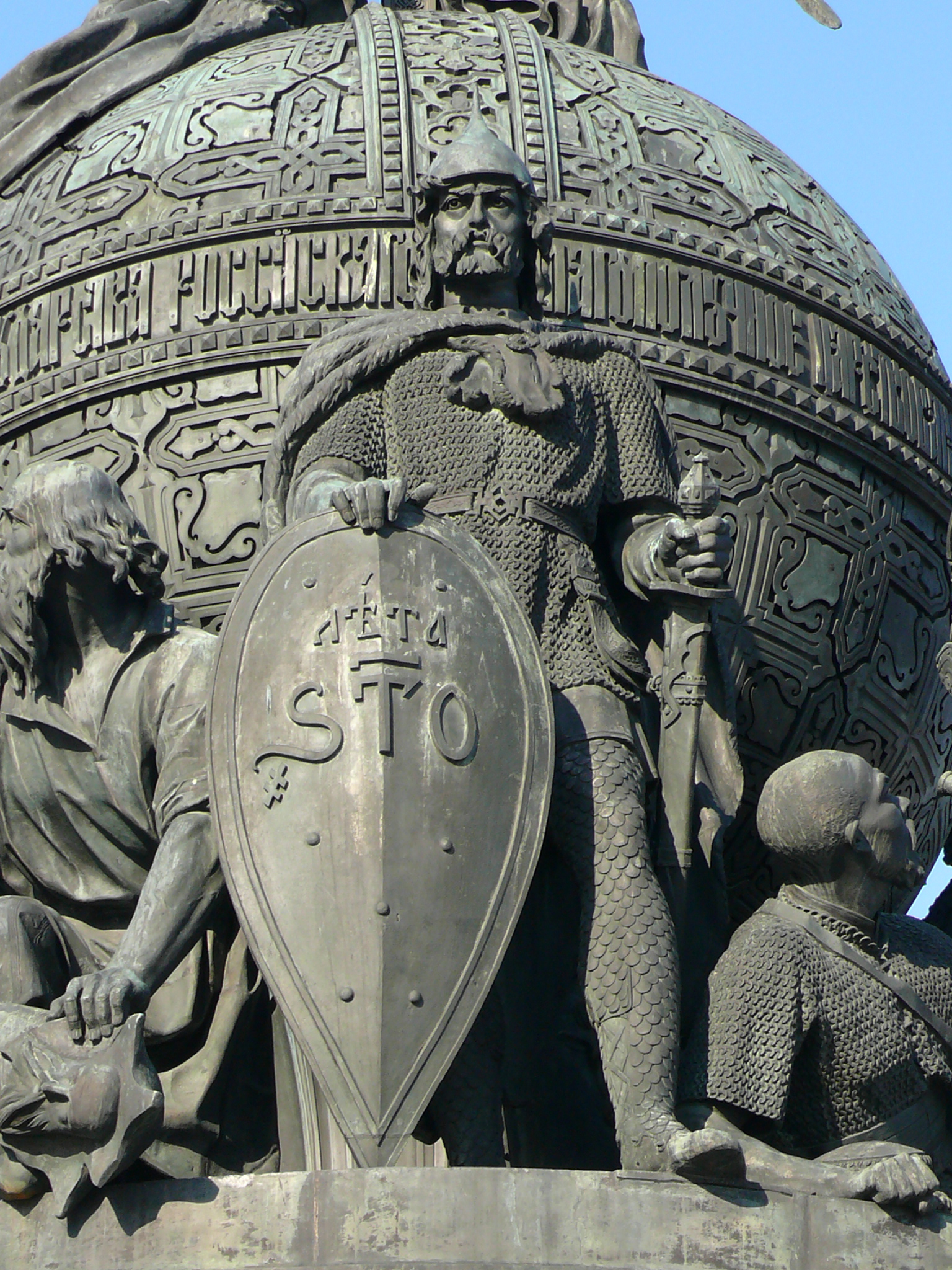
Statue auf dem 1862 errichteten Nationaldenkmal Tausend Jahre Russland in Nowgorod

Ob es sich bei Rjurik um eine reale Person oder nur um eine Legendengestalt handelt, ist in der Geschichtswissenschaft seit mehreren Jahrhunderten umstritten. Im 20. Jahrhundert haben Archäologen seinen vermutlichen Herrschaftssitz in Rurikowo Gorodischtsche südlich von Nowgorod ausgegraben.
Gewöhnlich werden die Rus mit den skandinavischen Warägern assoziiert. Die Waräger kamen meist von den Stämmen der Svear und Gauten aus dem heutigen südlichen Schweden. Die Bezeichnung könnte sich von Ruotsi, der finnischen Bezeichnung für „Schweden“ / „Nordgermanen“, oder von Roslagen, ihrer mutmaßlichen Heimat in Schweden, herleiten. Das finnische „Ruotsi“ ist aus dem altgermanischen bzw. altnordischen Wort roðr für Ruder(mannschaft) entlehnt. Bestenfalls als Spekulation kann die Identifizierung Rjuriks mit dem dänischen Wikinger Rorik gelten, der laut fränkischen Chroniken im friesischen Dorestad lebte. Eventuell war Rjurik lediglich eine Personifizierung der Skandinavier, die im 9. Jahrhundert teils als Söldner slawischer Adliger, teils als Eroberer in das spätere Russland zogen. In der russischen Geschichtswissenschaft gibt es auch Vertreter der These, dass es sich bei Rjurik um einen westslawischen Edelmann von der Südseite der Ostsee handelte und die Rus entweder westslawischer oder gemischter Herkunft waren bzw. eine Gruppe, die nicht nach ihrer ethnischen Herkunft, sondern nach ihrer Lebensweise als Krieger und Fernhändler definiert war.
Nach Rjurik wurde auch eine russische Brigg benannt, die im Auftrag des Grafen Nikolai Rumjanzew 1815 bis 1818 eine Weltumseglung zur Erkundung der Nordwestpassage unternahm (siehe Rurik-Expedition).